# LeeRoy Yarbrough
Statistiques en NASCAR Cup Series
Dernière mise à jour : 18 décembre 2016 
LeeRoy Yarbrough est un pilote américain de NASCAR né le 17 septembre 1938 à Jacksonville, Floride, et mort le 7 décembre 1984.

## Carrière
Il commence sa carrière en 1960 et remporte en 13 saisons 14 courses dont le Daytona 500 en 1969. La meilleure performance de Yarbrough dans le championnat de première division NASCAR Grand National est une 15e place en 1964. 